# Val Piora

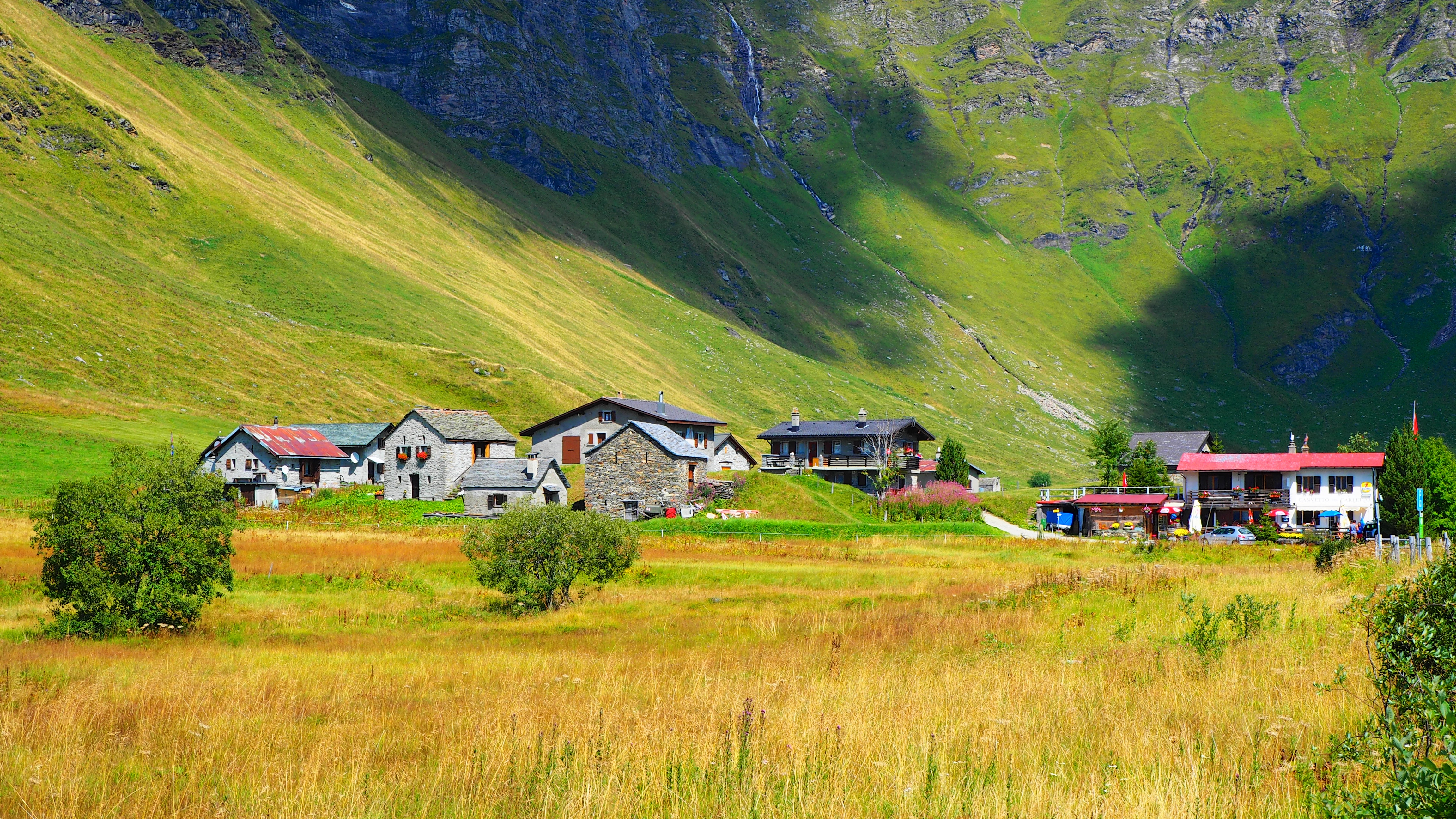
Cadagno di Fuori im Val Piora

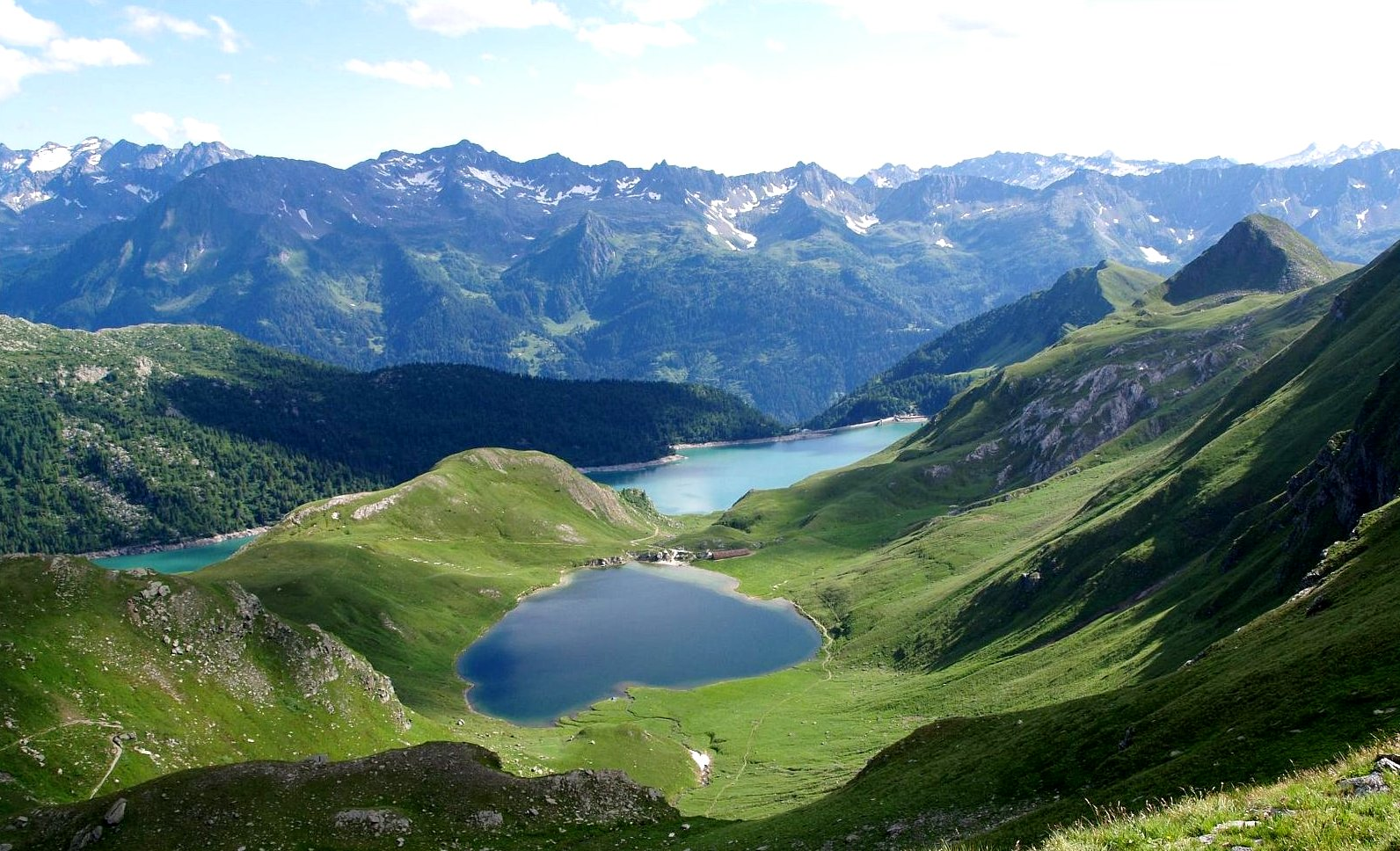
Ritóm- (hinten), Cadagno- (links) und Tomsee (vorne)

Das Val Piora ist ein Seitental der Leventina im Schweizer Kanton Tessin. Sein Bach, der Foss, mündet bei Piotta in den Tessin.
Im Val Piora liegen der Ritóm-Stausee, der Cadagnosee und der Tomsee.